# Lędziny (gromada)
Lędziny – dawna gromada, czyli najmniejsza jednostka podziału terytorialnego Polskiej Rzeczypospolitej Ludowej w latach 1954–1972.
Gromady, z gromadzkimi radami narodowymi (GRN) jako organami władzy najniższego stopnia na wsi, funkcjonowały od reformy reorganizującej administrację wiejską przeprowadzonej jesienią 1954 do momentu ich zniesienia z dniem 1 stycznia 1973, tym samym wypierając organizację gminną w latach 1954–1972.
Gromadę Lędziny z siedzibą GRN w Lędzinach (wówczas wsi) utworzono – jako jedną z 8759 gromad na obszarze Polski – w powiecie pszczyńskim w województwie stalinogrodzkim, na mocy uchwały nr 21/54 WRN w Stalinogrodzie z dnia 5 października 1954. W skład jednostki wszedł obszar dotychczasowej gromady Lędziny (z wyłączeniem kolonii Ławki, Świniowy-Ratusz i Polne Domy) ze zniesionej gminy Hołdunów w tymże powiecie.
13 listopada 1954 (z mocą obowiązująca wstecz od 1 października 1954) gromada weszła w skład nowo utworzonego powiatu tyskiego w tymże województwie, gdzie ustalono dla niej 24 członków gromadzkiej rady narodowej.
20 grudnia 1956 województwo stalinogrodzkie przemianowano (z powrotem) na katowickie.
1 stycznia 1957 gromadę Lędziny zniesiono w związku z nadaniem jej statusu osiedla.
31 grudnia 1961 do osiedla Lędziny włączono osiedle Hołdunów. 1 stycznia 1966 osiedle Lędziny otrzymało prawa miejskie a 27 maja 1975 miasto włączono do Tychów. 2 kwietnia 1991 Lędziny odzyskały samodzielność jako odrębne miasto. W 1999 Lędziny trafiły do powiatu tyskiego w województwie śląskim, a od 2002 należą do powiatu bieruńsko-lędzińskiego tamże.